# 800 mètres nage libre aux Jeux olympiques d'été de 2012
Navigation
Pékin 2008 Rio de Janeiro 2016
L'épreuve de 800 m nage libre femmes des Jeux olympiques d'été de 2012 aura lieu le 2 et le 3 août au London Aquatics Centre.

## Qualification
Pour participer à cette épreuve, les temps de qualification étaient de 8 min 33 s 84 pour le temps de qualification olympique (TQO) et de 8 min 51 s 82 pour le temps de sélection olympique (TSO) qui devaient être effectués entre le 1er mars 2011 et le 18 juin 2012. Un comité national olympique (CNO) pouvait inscrire 2 nageuses si elles faisaient le TQO et 1 nageuse si elle effectuait le TSO. Les CNO pouvaient inscrire des nageurs indépendamment du temps (1 nageur par sexe sur l'ensemble des épreuves) s'ils n'avaient pas de nageurs qui avaient réussi les temps de qualification nécessaires.

## Records
Avant cette compétition, les records dans cette discipline étaient les suivants :
| Record du monde  | 8 min 14 s 10 | Rebecca Adlington | Royaume-Uni | 16 août 2008 | Pékin (Chine) | , |
| Record olympique | 8 min 14 s 10 | Rebecca Adlington | Royaume-Uni | 16 août 2008 | Pékin (Chine) | , |

## Médaillés
| Or            | Argent          | Bronze            |
| Katie Ledecky | Mireia Belmonte | Rebecca Adlington |

## Résultats

### Finale (3 août au soir)
| Rang                                | Ligne | Nom               | Nationalité      | Temps         | Notes |
| ----------------------------------- | ----- | ----------------- | ---------------- | ------------- | ----- |
| Médaille d'or, Jeux olympiques      | 3     | Katie Ledecky     | États-Unis       | 8 min 14 s 63 | RAM   |
| Médaille d'argent, Jeux olympiques  | 6     | Mireia Belmonte   | Espagne          | 8 min 18 s 76 | RN    |
| Médaille de bronze, Jeux olympiques | 4     | Rebecca Adlington | Grande-Bretagne  | 8 min 20 s 32 |       |
| 4                                   | 2     | Lauren Boyle      | Nouvelle-Zélande | 8 min 22 s 72 | ROc   |
| 5                                   | 5     | Lotte Friis       | Danemark         | 8 min 23 s 86 |       |
| 6                                   | 7     | Boglárka Kapás    | Hongrie          | 8 min 23 s 89 |       |
| 7                                   | 8     | Coralie Balmy     | France           | 8 min 29 s 26 |       |
| 8                                   | 1     | Andreina Pinto    | Venezuela        | 8 min 29 s 28 |       |

### Séries (2 août le matin)
| Rang | Série | Ligne | Nom                     | Nationalité      | Temps         | Notes |
| ---- | ----- | ----- | ----------------------- | ---------------- | ------------- | ----- |
| 1    | 5     | 4     | Rebecca Adlington       | Grande-Bretagne  | 8 min 21 s 78 | Q     |
| 2    | 4     | 4     | Lotte Friis             | Danemark         | 8 min 21 s 89 | Q     |
| 3    | 3     | 4     | Katie Ledecky           | États-Unis       | 8 min 23 s 84 | Q     |
| 4    | 3     | 5     | Mireia Belmonte García  | Espagne          | 8 min 25 s 26 | Q     |
| 5    | 5     | 6     | Lauren Boyle            | Nouvelle-Zélande | 8 min 25 s 91 | Q     |
| 6    | 4     | 3     | Boglárka Kapás          | Hongrie          | 8 min 26 s 43 | Q     |
| 6    | 4     | 8     | Andreina Pinto          | Venezuela        | 8 min 26 s 43 | Q     |
| 8    | 4     | 2     | Coralie Balmy           | France           | 8 min 27 s 15 | Q     |
| 9    | 5     | 3     | Shao Yiwen              | Chine            | 8 min 27 s 78 |       |
| 10   | 5     | 2     | Erika Villaécija García | Espagne          | 8 min 27 s 99 |       |
| 11   | 3     | 1     | Alexa Komarnycky        | Canada           | 8 min 28 s 11 |       |
| 12   | 3     | 3     | Wendy Trott             | Afrique du Sud   | 8 min 28 s 98 |       |
| 13   | 3     | 2     | Éva Risztov             | Hongrie          | 8 min 29 s 06 |       |
| 14   | 4     | 7     | Kristel Kobrich         | Chili            | 8 min 29 s 55 |       |
| 15   | 5     | 1     | Savannah King           | Canada           | 8 min 29 s 72 |       |
| 16   | 5     | 8     | Cecilia Biagioli        | Argentine        | 8 min 33 s 97 |       |
| 17   | 2     | 4     | Julia Hassler           | Liechtenstein    | 8 min 35 s 18 |       |
| 18   | 4     | 6     | Kylie Palmer            | Australie        | 8 min 35 s 75 |       |
| 19   | 2     | 2     | Katya Bachrouche        | Liban            | 8 min 35 s 88 |       |
| 20   | 5     | 7     | Jessica Ashwood         | Australie        | 8 min 37 s 21 |       |
| 21   | 5     | 5     | Kate Ziegler            | États-Unis       | 8 min 37 s 38 |       |
| 22   | 3     | 6     | Ellie Faulkner          | Grande-Bretagne  | 8 min 38 s 00 |       |
| 23   | 4     | 1     | Camelia Potec           | Roumanie         | 8 min 38 s 44 |       |
| 24   | 4     | 5     | Xin Xin                 | Chine            | 8 min 40 s 88 |       |
| 25   | 2     | 5     | Tjasa Oder              | Slovénie         | 8 min 41 s 82 |       |
| 26   | 3     | 8     | Elena Sokolova          | Russie           | 8 min 42 s 73 |       |
| 27   | 2     | 6     | Patricia Castaneda      | Mexique          | 8 min 44 s 44 |       |
| 28   | 2     | 3     | Nina Dittrich           | Autriche         | 8 min 45 s 41 |       |
| 29   | 1     | 4     | Samantha Arevalo        | Équateur         | 8 min 49 s 21 |       |
| 30   | 2     | 7     | Cai Lin Khoo            | Malaisie         | 8 min 51 s 18 |       |
| 31   | 2     | 1     | Lynette Lim             | Singapour        | 8 min 52 s 92 |       |
| 32   | 2     | 8     | Han Na-Kyeong           | Corée du Sud     | 8 min 57 s 26 |       |
| 33   | 1     | 5     | Pamela Benitez          | Salvador         | 9 min 02 s 66 |       |
| 34   | 1     | 6     | Danielle van den Berg   | Aruba            | 9 min 23 s 21 |       |
| 35   | 1     | 3     | Simona Marinova         | Macédoine        | 9 min 28 s 41 |       |
|      | 3     | 7     | Grainne Murphy          | Irlande          | DNS           |       |